# Онейроген
Онейроген — це психоактивна речовина, що підсилює сни, яка спричиняє перехід від стану неспання до стану сну, але підтримує стан свідомості, створюючи можливість переживання свідомих сновидінь. Онейрогени провокують сонливість та гіпнагогію, сприяють проявлятися  надзвичайно яскравим снам, розвивають вміння запам'ятовувати сни.

## Природні онірогени
В Мексиці шаманами місцевих племен використовуються  листи (у вигляді настою або курильною суміші) калеї закатечічі як потужний онейроген і для отримання передбачень майбутнього під час сну. 
Шавлія віщунів також створює онейрогенний стан. Вона може сприяти до виникнення свідомого сну або до проміжного стану між неспанням і сном протягом 30 хвилин і навіть більше, а також до підвищення яскравості сновидінь навіть через кілька днів. З цієї причини є ті, хто вважає за краще вживати шавлію вночі, перед сном. 
Ще одним онейрогеном, який використовувався в минулому, є Lactuca virosa, який в єгипетських папірусах, що датуються близько 1600 року до н.е, вже розглядався як засіб від різних недуг, а коріння перцю п'янкого вважається язичницькою альтернативою алкоголю без похмілля та інших його побічних ефектів. Також шамани народу Коса з Південної Африки використовують африканський корінь сновидінь, щоб спровокувати надзвичайно яскраві та пророчі сни.